# NGC 1493
NGC 1493 je galaksija u zviježđu Sat.

## Vanjske poveznice
- SEDS: NGC 1493